# Airlangga

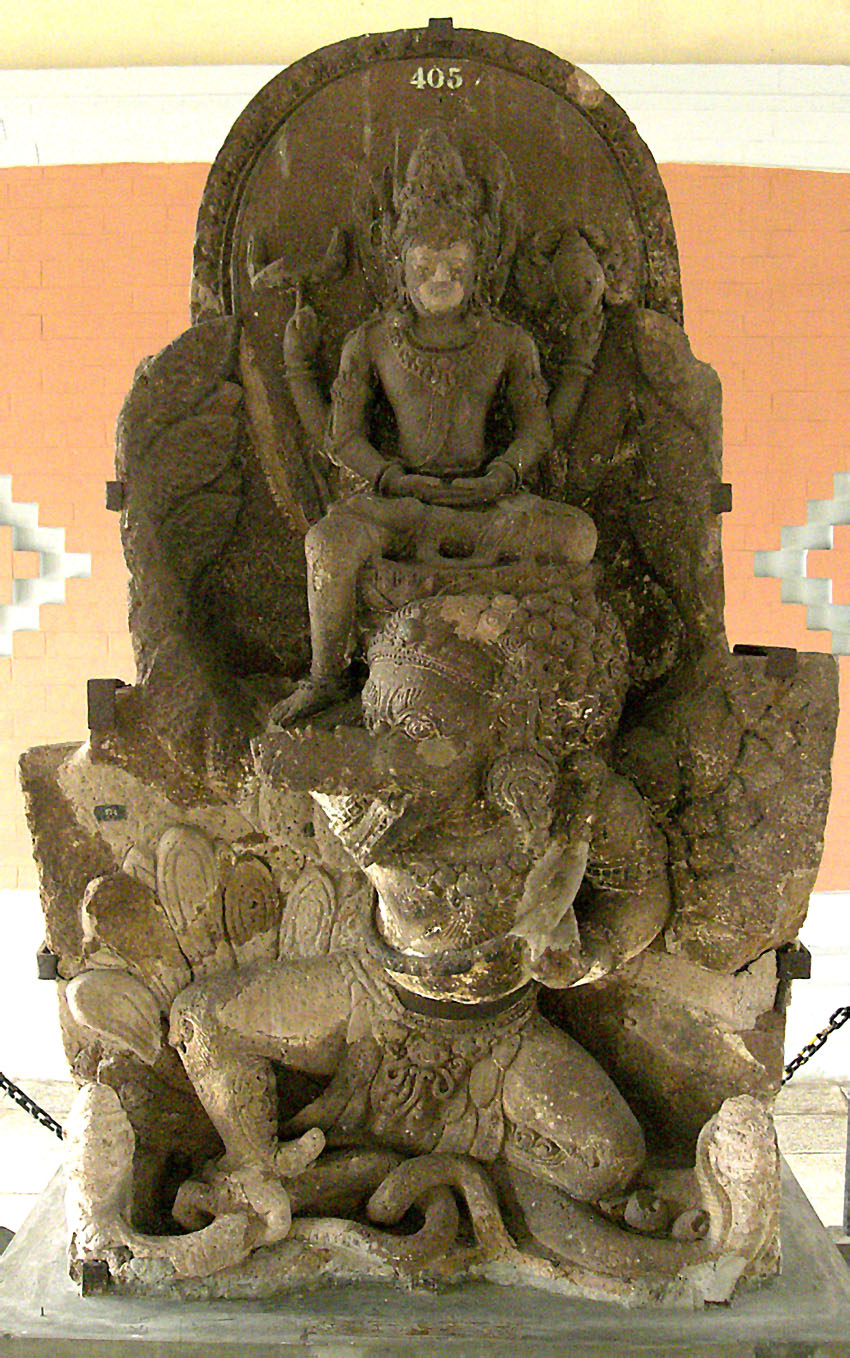
Figura przedstawiająca deifikowanego Airlanggę, jako wcielenie boga Wisznu

Airlangga (ur. 1001, zm. 1049) – zjednoczyciel i władca Jawy, panujący w latach 1019–1049.
Urodził się na wyspie Bali jako syn króla Udajana i księżniczki Mahendradatty, prawnuczki ostatniego króla Mataramu. W roku 1016 przebywał na wschodniej Jawie, gdzie poślubił córkę jednego z miejscowych władców. Pod najeździe przybyłych z Sumatry wojsk Śriwidźajów, którzy zniszczyli królestwo jego teścia, Airlangga ukrywał się w klasztorze na górze Wanagiri.
W 1019 roku objął opróżniony po śmierci teścia tron, po śmierci ojca w 1022 roku obejmując także rządy nad Bali. W latach 1028–1036 poprowadził kilka zwycięskich kampanii, zakończonych zjednoczeniem Jawy. W 1037 roku ustanowił dla zjednoczonego państwa nową stolicę w Kahuripan we wschodniej części wyspy. Poślubiając księżniczkę Sumatry doprowadził do zawarcia pokoju ze Śriwidźajami. W 1042 roku złożył śluby mnisze, pozostając jednocześnie na tronie. Przed śmiercią w 1049 roku podzielił swoje państwo między dwóch synów.